# Czernichów (powiat Krakowski)
Czernichów is een dorp in het Poolse woiwodschap Klein-Polen, in het district Krakowski. De plaats maakt deel uit van de gemeente Czernichów en telt 1700 inwoners.

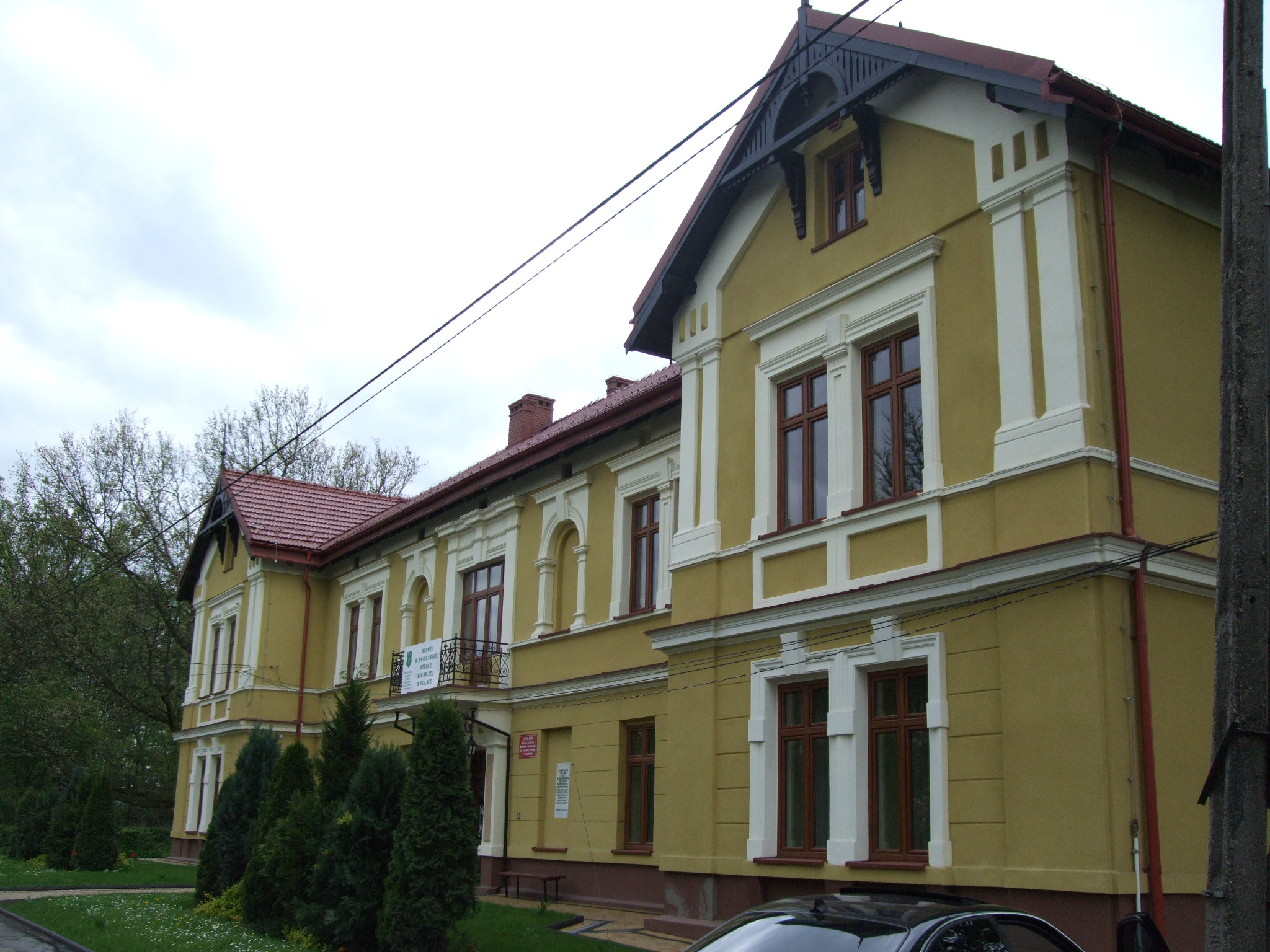
School in Czernichów